# Cantón Buena Fe
El Cantón Buena Fe es uno de los 13 cantones que conforman la provincia ecuatoriana de Los Ríos.  Su cabecera cantonal es la ciudad de San Jacinto de Buena Fe.  Su población es de 83 039 habitantes, tiene una superficie de 580,88 km².Siendo el cuarto cantón más poblado de la provincia 

## Creación
Tras el crecimiento poblacional, Buena Fe, se constituyó en el décimo Cantón de la provincia Los Ríos, el 7 de agosto de 1992, después de haber permanecido como parroquia  a la jurisdicción del cantón Quevedo por 15 años.
Su alcalde actual para el período 2023 - 2027 es Diana Anchundia Yépez.

## Geografía

### Cantones limítrofes con Buena Fe
| Noroeste: El Carmen  | Norte: Santo Domingo | Noreste: Santo Domingo |
| Oeste: El Carmen     |                      | Este: Valencia         |
| Suroeste: El Empalme | Sur: Quevedo         | Sureste: Quevedo       |

## Gobierno Municipal
El cantón Buena Fe, al igual que los demás cantones ecuatorianos, se rige por un gobierno municipal según lo estipulado en la Constitución Política Nacional. El Gobierno Municipal de Buena Fe es una entidad de gobierno seccional que administra el cantón de forma autónoma al gobierno central. 
El Gobierno Municipal de Buena Fe, se rige principalmente sobre la base de lo estipulado en los artículos 253 y 264 de la Constitución Política de la República y en la Ley de Régimen Municipal en sus artículos 1 y 16, que establece la autonomía funcional, económica y administrativa de la entidad.

### Alcaldía
El poder ejecutivo del cantón es desempeñado por un ciudadano con título de Alcalde de Buena Fe, el cual es elegido por sufragio directo en una sola vuelta electoral sin fórmulas o binomios en las elecciones municipales. El vicealcalde no es elegido de la misma manera, ya que una vez instalado el Concejo Cantonal de Buena Fe se elegirá entre los ediles un encargado para aquel cargo. El alcalde y el vicealcalde duran cuatro años en sus funciones, y en el caso del alcalde, tiene la opción de reelección inmediata o sucesiva. El alcalde es el máximo representante de la municipalidad y tiene voto dirimente en el concejo cantonal, mientras que el vicealcalde realiza las funciones del alcalde de modo suplente mientras no pueda ejercer sus funciones el alcalde titular.
El alcalde cuenta con su propio gabinete de administración municipal mediante múltiples direcciones de nivel de asesoría, de apoyo y operativo. Los encargados de aquellas direcciones municipales son designados por el propio alcalde.
Actualmente el alcalde de Buena Fe es Eduardo Mendoza Palma.

### Concejo cantonal
El poder legislativo del cantón es ejercido por el Concejo Cantonal de Buena Fe el cual es un parlamento unicameral que se constituye al igual que en los demás cantones mediante la disposición del artículo 253 de la Constitución Política Nacional. De acuerdo a lo establecido en la ley, la cantidad de miembros del concejo representa proporcionalmente a la población del cantón.
El cantón Buena Fe posee siete concejales, los cuales son elegidos mediante sufragio (Sistema D'Hondt) y duran en sus funciones cuatro años pudiendo ser reelegidos indefinidamente. De los siete ediles, cinco representan a la población urbana mientras que dos representa a las zonas rurales. El alcalde y el vicealcalde presiden el concejo en sus sesiones. Al recién instalarse el concejo cantonal por primera vez los miembros eligen de entre ellos un designado para el cargo de vicealcalde de la ciudad.
Los miembros del concejo cantonal organizarán las distintas comisiones municipales conforme a lo preescrito en los artículos 85 y 93 de la Codificación de Ley Orgánica de Régimen Municipal. Las comisiones están conformadas por los miembros principales y suplentes del concejo cantonal y por designados dentro de las diferentes instituciones públicas del cantón. Un concejal puede ser parte de más de una comisión.

## Organización territorial
El cantón se divide en la cabecera cantonal; San Jacinto de Buena Fe y una parroquias rurales  Patricia Pilar que son representados por el Gobierno Parroquial ante la Alcaldía.

### Parroquia urbana
- San Jacinto de Buena Fé

### Parroquias rurales
- Patricia Pilar                      166.68km²